# Комплемент (музика)
У теорији музике, комплемент се односи или на традиционалну комплементацију интервала, или на комплементацију агрегата у дванаесттонској техници и серијализму.
У комплементацији интервала, комплемент је интервал који, када се дода оригиналном интервалу, укупно чини октаву. На пример, велика терца је комплемент мале сексте. Комплемент било ког интервала је такође познат као његов обртај или инверзија. Треба имати на уму да су октава и унисоно међусобни комплементи, а да је тритонус сопствени комплемент (иако се потоњи „реинтерпретира” или као прекомерна кварта или као умањена квинта, у зависности од контекста).
У комплементацији агрегата у дванаесттонској музици и серијализму, комплемент једног скупа нота из хроматске лествице садржи све друге ноте лествице. На пример, скуп A-B-C-D-E-F-G је комплементаран скупу B♭-C♯-E♭-F♯-A♭
Важно је напоменути да теорија музичких скупова донекле проширује дефиницију оба значења.

## Комплементација интервала

### Правило деветке
Правило деветке је једноставан начин да се одреди који се интервали међусобно допуњују. Узимајући називе интервала као главне бројеве (кварта итд. постаје четири), имамо на пример 4 + 5 = 9. Дакле, кварта и квинта се међусобно допуњују. Када користимо генеричкије називе (као што су полустепен и тритонус), ово правило се не може применити. Међутим, октава и унисоно нису генерички, већ се специфично односе на ноте са истим именом, па је 8 + 1 = 9.
Чисти интервали допуњују (различите) чисте интервале, велики интервали допуњују мале интервале, прекомерни интервали допуњују умањене интервале, а двоструко умањени интервали допуњују двоструко прекомерне интервале.

### Правило дванаестице
Користећи целобројну нотацију и модуло 12 (у којој се бројеви „обрћу” на 12, те се 12 и његови умношци дефинишу као 0), било која два интервала која сабрана дају 0 (mod 12) су комплементи (mod 12). У овом случају унисоно, 0, је сопствени комплемент, док су за друге интервале комплементи исти као горе (на пример, чиста квинта, или 7, је комплемент чисте кварте, или 5, јер је 7 + 5 = 12 = 0 mod 12).
Дакле, сума комплементације је 12 (= 0 mod 12).

### Теорија скупова
У теорији музичких скупова или атоналној теорији, комплемент се користи како у горенаведеном смислу (у којем је чиста кварта комплемент чисте квинте, 5+7=12), тако и у смислу адитивног инверза истог мелодијског интервала у супротном смеру – нпр. силазна квинта је комплемент узлазне квинте.

## Комплементација агрегата
У дванаесттонској музици и серијализму комплементација (у пуном називу, литерална комплементација класа висина) је раздвајање колекција класа висина на комплементарне скупове, од којих сваки садржи класе висина које недостају у другом или, тачније, „однос којим унија једног скупа са другим исцрпљује агрегат”. Да се пружи „једноставно објашњење...: комплемент скупа класа висина састоји се, у дословном смислу, од свих преосталих нота у дванаесттонској хроматској лествици које нису у том скупу.”
У дванаесттонској техници ово је често раздвајање тоталног хроматика од дванаест класа висина на два хексакорда од по шест класа висина. У серијама са особином комбинаторијалности, два дванаесттонска низа (или две пермутације једног низа) користе се истовремено, стварајући тако „два агрегата, између првих хексакорада сваког низа, и других хексакорада сваког низа, респективно.” Другим речима, први и други хексакорд сваке серије ће се увек комбиновати тако да укључе свих дванаест нота хроматске лествице, што се назива агрегат, као и прва два хексакорда одговарајуће одабраних пермутација и друга два хексакорда.
Хексакордална комплементација је употреба потенцијала парова хексакорада да сваки садржи шест различитих класа висина и тиме доврши агрегат.

### Сума комплементације
На пример, ако су дати транспозиционо повезани скупови:
```
  0  1  2  3  4  5  6  7  8  9 10 11
− 1  2  3  4  5  6  7  8  9 10 11  0
____________________________________
 11 11 11 11 11 11 11 11 11 11 11 11
```

Разлика је увек 11. Први скуп се може назвати P0 (види тонска серија), у ком случају би други скуп био P1.
Насупрот томе, „где транспозиционо повезани скупови показују исту разлику за сваки пар одговарајућих класа висина, инверзионо повезани скупови показују исту суму.” На пример, ако су дати инверзионо повезани скупови (P0 и I11):
```
  0  1  2  3  4  5  6  7  8  9 10 11
+11 10  9  8  7  6  5  4  3  2  1  0
____________________________________
 11 11 11 11 11 11 11 11 11 11 11 11
```

Сума је увек 11. Дакле, за P0 и I11 сума комплементације је 11.

### Апстрактни комплемент
У теорији скупова традиционални концепт комплементације може се разликовати као литерални комплемент класа висина, „где однос постоји између специфичних скупова класа висина”, док се, због дефиниције еквивалентних скупова, концепт може проширити тако да укључује „не само литерални комплемент тог скупа, већ и било који транспоновани или инвертовано-транспоновани облик литералног комплемента,” што се може описати као апстрактни комплемент, „где однос постоји између класа скупова”. То је зато што, пошто је P еквивалентно M, а M је комплемент од M, P је такође комплемент од M, „са логичке и музичке тачке гледишта,” иако није његов литерални pc комплемент. Зачетник Ален Форте ово описује као „значајно проширење односа комплементације”, док Џорџ Перл то описује као „нечувено умањивање значаја”.
Као даљи пример, узмимо хроматске скупове 7-1 и 5-1. Ако се класе висина скупа 7-1 простиру од C до F♯, а оне скупа 5-1 од G до B, онда су они литерални комплементи. Међутим, ако се 5-1 простире од C до E, C♯ до F, или D до F♯, онда је то апстрактни комплемент скупа 7-1. Као што ови примери јасно показују, када се скупови или скупови класа висина означе, „однос комплементације се лако препознаје по идентичном редном броју у паровима скупова комплементарних кардиналности”.